# Onitis aeruginosus
Onitis aeruginosus är en skalbaggsart som beskrevs av Johann Christoph Friedrich Klug 1855. Onitis aeruginosus ingår i släktet Onitis och familjen bladhorningar. Inga underarter finns listade i Catalogue of Life.